# Torrens (fleuve)
Pour les articles homonymes, voir Torrens.
Le Torrens est un fleuve et le plus important cours d'eau des plaines d'Adélaïde et l'une des raisons du choix de l'emplacement de la ville d'Adélaïde, capitale de l'Australie-Méridionale.

## Géographie
Il coule sur 85 km à partir de sa source dans les collines d'Adelaïde, près du mont Pleasant, à travers les plaines d'Adélaïde, en passant par le centre-ville et se jette dans le golfe Saint Vincent à Henley Beach Sud. La partie supérieure de la rivière et les réservoirs placés dans son bassin hydrographique fournissent une importante partie de l'approvisionnement en eau de la ville. Les parcs qui longent le fleuve et un lac construit dans la partie inférieure sont emblématiques de la ville d'Adélaïde. 
En 1836 un méandre du fleuve fut choisi comme site d'implantation de la ville. Le fleuve doit son nom au colonel Robert Torrens, une figure importante dans la fondation de la ville. À Adélaïde, le fleuve est également connu sous son nom Kaurna Karra-wirra parri. 

## Hydrologie
Le fleuve et ses affluents, qui drainent une superficie de 508 km2, ont des débits très variables. Ce sont parfois des torrents rageurs, endommageant les ponts et inondant certaines zones urbaines, pour être complètement à sec en été. Les inondations d'hiver et de printemps ont incité à  la construction d'ouvrages d'art pour lutter contre les inondations. Un estuaire artificiel, l'aménagement paysager des rives du fleuve et trois réservoirs chargés de stocker une partie du débit de pointe ont été réalisés. 

## Écologie
La flore et la faune du fleuve et de ses abords ont été délibérément ou accidentellement touchés par les travaux. Des forêts ont été défrichées, du gravier enlevé pour des constructions et de nombreuses espèces étrangères introduites. Lors de la construction des parcs, de nombreuses espèces indigènes ont été replantées et des espèces introduites pour contrôler des mauvaises herbes. Depuis l'arrivée des colons européens, la rivière est souvent considérée comme une attraction touristique de la ville. La rivière a servi autrefois de source d'eau principale et d'égout principal pour la ville, conduisant à des épidémies de typhus et de choléra.